# Legend of the Black Shawarma
Legend of the Black Shawarma — сьомий студійний альбом ізраїльського психоделік-транс гурту Infected Mushroom. Альбом виданий 8 вересня 2009 року на музичному лейблі Perfecto Records. На початковому етапі запису альбому гурт планував видати його, як щоденник присвяченим улюбленим ресторанам. Проте згодом концепція помінялась і Legend of the Black Shawarma був виданий як звичайний альбом. Отримав назву від назви ресторану Shawarma Hazan у Хайфі.

## Список пісень
1. "Poquito Mas" (іспанський: "Little Bit More" (sic)) – 3:39
2. "Saeed" (سعيد, арабська "Happy") – 7:03
3. "End of the Road"  – 6:47
4. "Smashing the Opponent" (вокал: Джонатана Девіса з гурту KORN) – 4:10
5. "Can't Stop" – 7:23
6. "Herbert the Pervert" – 7:17
7. "Killing Time" (вокал: Перрі Фаррелл) – 3:04
8. "Project 100" – 9:38
9. "Franks" – 8:05
10. "Slowly" – 9:00
11. "The Legend of the Black Shawarma" – 7:11
12. "Riders on the Storm" (Remix на пісню The Doors) – 4:29

## Чарти
| Чарт                                  | Місце |
| ------------------------------------- | ----- |
| U.S. Billboard 200                    | 172   |
| U.S. Billboard Top Electronic Albums  | 9     |
| U.S. Billboard Top Independent Albums | 32    |
| U.S. Billboard Top Heatseekers        | 8     |